# Brave Combo

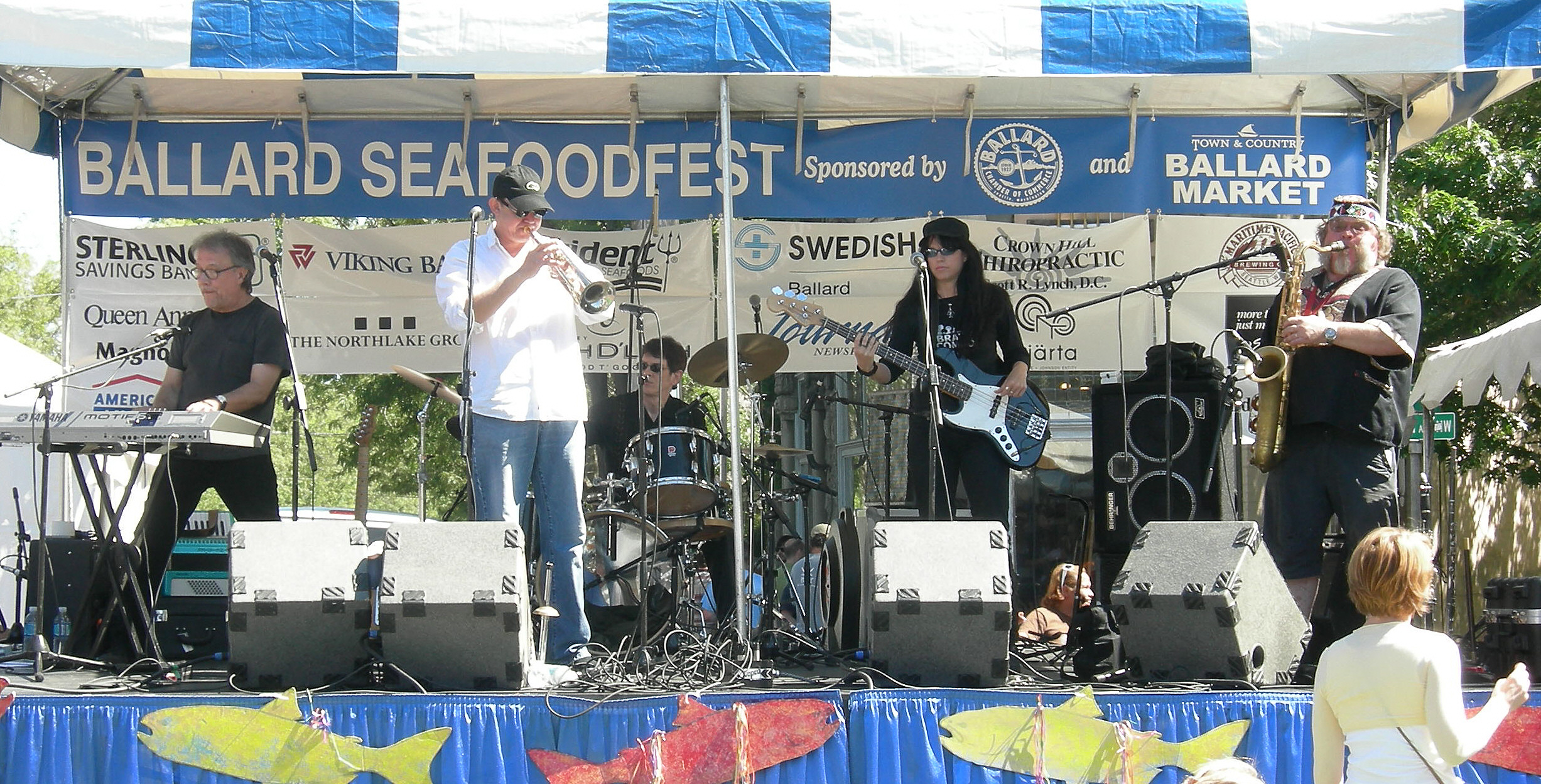
Brave Combo à la Ballard Seafood Fest.

Brave Combo est un groupe américain de musique fondé en 1976 à Denton autour de l'accordéoniste Carl Finch. Le style de musique est un mélange de divers genres avec une dominante de polka.

## Membres
- Carl Finch - guitare, claviers, accordéon
- Jeffrey Barnes - instruments à vent
- Danny O'Brien - trompette
- Alan Emert - batterie
- Little Jack Melody - basse

### Anciens membres
- Lyle Atkinson - basse
- Tim Walsh - saxophone, flûte, clarinette
- Dave Cameron - batterie
- Cenobio « Bubba » Hernandez - basse
- Phil Hernandez - batterie
- Mitch Marine - batterie
- Joe Cripps - percussions
- Paul Stivitts - batterie
- Ann Marie Harrop - basse
- Arjuna Contreras - batterie
- Bill Tomlin - batterie

## Discographie
| Sortie | Titre                                        | label                   | Référence       | Type   | Notes                                            |  |
| ------ | -------------------------------------------- | ----------------------- | --------------- | ------ | ------------------------------------------------ |  |
| 1979   | Polkamania                                   | Four Dots               | FD1003 & FD1004 | Studio | sorti en de disque de 7"                         |  |
| 1981   | Music For Squares                            | Four Dots               | FD1005          | Studio |                                                  |  |
| 1982   | Urban Grown-ups                              | Four Dots               | FD1006          | Studio | EP de quatre titres                              |  |
| 1982   | Originals                                    | Four Dots               |                 | Studio | uniquement en cassette                           |  |
| 1984   | World Dance Music                            | Four Dots               | FD1010          | Studio |                                                  |  |
| 1984   | No Sad Faces                                 | Four Dots               | FD1012          | Live   |                                                  |  |
| 1987   | Musical Varieties                            | Rounder                 | CD 11546        | Studio | compilation + deux nouveaux titres               |  |
| 1987   | Polkatharsis                                 | Rounder                 | CD 9009         | Studio |                                                  |  |
| 1988   | Humansville                                  | Rounder                 | CD 9019         | Live   |                                                  |  |
| 1990   | A Night On Earth                             | Rounder                 | CD 9029         | Studio |                                                  |  |
| 1992   | It's Christmas, Man!                         | Rounder                 | CD 3099         | Studio |                                                  |  |
| 1993   | No, No, No, Cha Cha Cha                      | Rounder                 | CD 9035         | Studio |                                                  |  |
| 1994   | The Hokey Pokey: Organized Dancing           | DenTone                 | DT 1001         | Studio | EP de 7 titres                                   |  |
| 1995   | Polkas For A Gloomy World                    | Rounder                 | CD 9045         | Studio | Nommé aux Grammy                                 |  |
| 1996   | Girl                                         | Rounder                 | CD 9050         | Studio | avec Tiny Tim                                    |  |
| 1996   | Mood Swing Music                             | Rounder                 | CD 11574        | Studio |                                                  |  |
| 1996   | Kiss Of Fire                                 | Watermelon              | WM 1058         | Studio | avec Lauren Agnelli ; identique à Allumettes     |  |
| 1997   | Group Dance Epidemic                         | Rounder                 | R9055           | Live   |                                                  |  |
| 1998   | Polka Party avec Brave Combo: Live and Wild! | Easydisc                | EDIS 7052       | Live   | Nommé aux Grammy                                 |  |
| 1999   | Polkasonic                                   | Cleveland International | CIR-1023-2      | Studio | Vainqueur d'un Grammy                            |  |
| 2000   | The Process                                  | Rounder Records         | ROUN9065        | Studio |                                                  |  |
| 2001   | All Wound Up! - A Family Music Party         | Rounder Records         | ROUN8092        | Studio | avec Cathy Fink & Marcy Marxer, Nommé aux Grammy |  |
| 2001   | Kick-Ass Polkas                              | Cleveland International | B00005O7SE      | Live   | Nommé aux Grammy                                 |  |
| 2003   | Box of Ghosts                                | Rounder Records         | ROUN9064        | Studio |                                                  |  |
| 2004   | Let's Kiss: 25th Anniversary Album           | Dentone Records         |                 | Studio | Vainqueur d'un Grammy                            |  |
| 2005   | Holidays!                                    | Dentone/Rounder         |                 | Studio |                                                  |  |
| 2007   | Polka's Revenge                              | Dentone Records         |                 | Studio | Nommé aux Grammy                                 |  |
| 2008   | The Exotic Rocking Life                      | Dentone Records         |                 | Studio |                                                  |  |
| 2009   | Symphonic Polkas                             | Dentone Records         | DT1006          | Live   | avec le Mesquite Symphony Orchestra              |  |
| 2009   | Christmas Present                            | Dentone Records         | DT1007          | Studio | Musique de Noël                                  |  |
| 2010   | Kikiriki                                     | Dentone Records         | DT1008          | Studio |                                                  |  |